# Единый день голосования 10 сентября 2017 года
В единый день голосования 10 сентября 2017 года в Российской Федерации прошло 5810 избирательных кампаний различного уровня и 242 референдума местного уровня в 82 субъектах РФ (во всех субъектах, кроме Ингушетии, Магаданской области и Санкт-Петербурга). В их числе выборы глав 16 субъектов Федерации (а также 1 выборы посредством голосования в парламенте), выборы депутатов 6 законодательных органов государственной власти в субъектах России и дополнительные выборы в Государственную думу по 2 одномандатным округам.
Назначение выборов состоялось в начале июня 2017 года. В регионах, где губернаторы ушли в отставку после 10 июня, выборы пройдут в единый день голосования 2018 года.

## Дополнительные выборы в Государственную думу
В связи с назначением С. Е. Нарышкина на должность директора Службы внешней разведки, Центральная избирательная комиссия назначит дополнительные выборы в Кингисеппском одномандатном округе на единый день голосования в 2017 году.
В июне 2017 года сложил полномочия депутат Владимир Жутенков, избранный от Брянского одномандатного округа.
17 июня 2017 года скончался депутат и бывший глава города Саратова Олег Грищенко, избранный от Саратовского одномандатного округа. Так как истёк срок для назначения выборов на эту дату, выборы по Саратовскому округу прошли в 2018 году.
| № | Одномандатный округ                            | Бывший депутат                                   | Явка    | Кандидаты | Кандидаты         | Партия              | Результат | Результат |
| - | ---------------------------------------------- | ------------------------------------------------ | ------- | --------- | ----------------- | ------------------- | --------- | --------- |
| 1 | Брянский № 77 · ( Брянская область)            | В. А. Жутенков (Единая Россия) до 9 июня 2017    | 35,99 % |           | Б. Р. Пайкин      | ЛДПР                | 93 794    | 52,03 %   |
| 1 | Брянский № 77 · ( Брянская область)            | В. А. Жутенков (Единая Россия) до 9 июня 2017    | 35,99 % |           | С. И. Горелов     | Партия Роста        | 17 120    | 9,50 %    |
| 1 | Брянский № 77 · ( Брянская область)            | В. А. Жутенков (Единая Россия) до 9 июня 2017    | 35,99 % |           | А. А. Куприянов   | КПРФ                | 16 911    | 9,38 %    |
| 1 | Брянский № 77 · ( Брянская область)            | В. А. Жутенков (Единая Россия) до 9 июня 2017    | 35,99 % |           | С. Н. Курденко    | Справедливая Россия | 11 123    | 6,17 %    |
| 1 | Брянский № 77 · ( Брянская область)            | В. А. Жутенков (Единая Россия) до 9 июня 2017    | 35,99 % |           | В. П. Ворожцов    | Партия пенсионеров  | 8814      | 4,89 %    |
| 1 | Брянский № 77 · ( Брянская область)            | В. А. Жутенков (Единая Россия) до 9 июня 2017    | 35,99 % |           | К. В. Касаминский | Патриоты России     | 6928      | 3,84 %    |
| 1 | Брянский № 77 · ( Брянская область)            | В. А. Жутенков (Единая Россия) до 9 июня 2017    | 35,99 % |           | О. А. Махотина    | Яблоко              | 6746      | 3,74 %    |
| 1 | Брянский № 77 · ( Брянская область)            | В. А. Жутенков (Единая Россия) до 9 июня 2017    | 35,99 % |           | С. А. Малинкович  | Коммунисты России   | 6159      | 3,42 %    |
| 1 | Брянский № 77 · ( Брянская область)            | В. А. Жутенков (Единая Россия) до 9 июня 2017    | 35,99 % |           | Н. Н. Алексеенко  | Родина              | 4890      | 3,84 %    |
| 2 | Кингисеппский № 112 · ( Ленинградская область) | С. Е. Нарышкин (Единая Россия) до 5 октября 2016 | 24,62 % |           | С. В. Яхнюк       | Единая Россия       | 61 420    | 61,58 %   |
| 2 | Кингисеппский № 112 · ( Ленинградская область) | С. Е. Нарышкин (Единая Россия) до 5 октября 2016 | 24,62 % |           | Н. А. Кузьмин     | КПРФ                | 11 269    | 11,30 %   |
| 2 | Кингисеппский № 112 · ( Ленинградская область) | С. Е. Нарышкин (Единая Россия) до 5 октября 2016 | 24,62 % |           | М. В. Любушкина   | Справедливая Россия | 6942      | 6,96 %    |
| 2 | Кингисеппский № 112 · ( Ленинградская область) | С. Е. Нарышкин (Единая Россия) до 5 октября 2016 | 24,62 % |           | Н. В. Круглова    | ЛДПР                | 5198      | 5,21 %    |
| 2 | Кингисеппский № 112 · ( Ленинградская область) | С. Е. Нарышкин (Единая Россия) до 5 октября 2016 | 24,62 % |           | А. В. Широков     | Партия пенсионеров  | 3714      | 3,72 %    |
| 2 | Кингисеппский № 112 · ( Ленинградская область) | С. Е. Нарышкин (Единая Россия) до 5 октября 2016 | 24,62 % |           | С. В. Гуляев      | Яблоко              | 3138      | 3,15 %    |
| 2 | Кингисеппский № 112 · ( Ленинградская область) | С. Е. Нарышкин (Единая Россия) до 5 октября 2016 | 24,62 % |           | К. А. Жуков       | Коммунисты России   | 3040      | 3,05 %    |
| 2 | Кингисеппский № 112 · ( Ленинградская область) | С. Е. Нарышкин (Единая Россия) до 5 октября 2016 | 24,62 % |           | В. В. Шинкаренко  | Родина              | 1109      | 1,11 %    |
| 2 | Кингисеппский № 112 · ( Ленинградская область) | С. Е. Нарышкин (Единая Россия) до 5 октября 2016 | 24,62 % |           | С. Б. Уразов      | Патриоты России     | 758       | 0,76 %    |

## Главы субъектов федерации

### Прямые выборы
| №  | Субъект федерации       | Должность                          | Предыдущий глава | ВрИО главы                                                             | Выборы                                                      | Избран            | Процент голосов | Явка    |
| -- | ----------------------- | ---------------------------------- | --- | ---------------------------------------------------------------------- | ----------------------------------------------------------- | ----------------- | --------------- | ------- |
| 1  | Калининградская область | Губернатор Калининградской области | Н. Н. Цуканов 30 августа 2010 — 28 июля 2016 (досрочная отставка в связи с назначением полпредом президента в СЗФО, срок истекал в сентябре 2020) | Е. Н. Зиничев 28 июля — 6 октября 2016 А. А. Алиханов с 6 октября 2016 | Досрочные выборы губернатора Калининградской области (2017) | А. А. Алиханов    | 81,06 %         | 39,33 % |
| 2  | Ярославская область     | Губернатор Ярославской области     | С. Н. Ястребов 28 апреля 2012 — 28 июля 2016 (досрочная отставка, срок истекал в мае 2017)                                                        | Д. Ю. Миронов с 28 июля 2016                                           | Выборы губернатора Ярославской области (2017)               | Д. Ю. Миронов     | 79,32 %         | 33,86 % |
| 3  | Кировская область       | Губернатор Кировской области       | Н. Ю. Белых 15 января 2009 — 28 июля 2016 (досрочно отстранён президентом в связи с утратой доверия, срок истекал в сентябре 2019)                | И. В. Васильев с 28 июля 2016                                          | Досрочные выборы губернатора Кировской области (2017)       | И. В. Васильев    | 64,03 %         | 30,37 % |
| 4  | Севастополь             | Губернатор Севастополя             | С. И. Меняйло 14 апреля 2014 — 28 июля 2016 (досрочная отставка в связи с назначением полпредом президента в СФО, срок истекал в апреле 2019)     | Д. В. Овсянников с 28 июля 2016                                        | Выборы губернатора Севастополя (2017)                       | Д. В. Овсянников  | 71,05 %         | 34,20 % |
| 5  | Пермский край           | Губернатор Пермского края          | В. Ф. Басаргин 28 апреля 2012 — 6 февраля 2017 (досрочная отставка, срок истекал в мае 2017)                                                      | М. Г. Решетников с 6 февраля 2017                                      | Выборы губернатора Пермского края (2017)                    | М. Г. Решетников  | 82,06 %         | 42,51 % |
| 6  | Республика Бурятия      | Глава Республики Бурятия           | В. В. Наговицын 10 июля 2007 — 7 февраля 2017 (досрочная отставка, срок истекал в мае 2017)                                                       | А. С. Цыденов с 7 февраля 2017                                         | Выборы главы Республики Бурятия (2017)                      | А. С. Цыденов     | 87,43 %         | 41,65 % |
| 7  | Новгородская область    | Губернатор Новгородской области    | С. Г. Митин 3 августа 2007 — 13 февраля 2017 (досрочная отставка, срок истекал в октябре 2017)                                                    | А. С. Никитин с 13 февраля 2017                                        | Досрочные выборы губернатора Новгородской области (2017)    | А. С. Никитин     | 67,99 %         | 28,35 % |
| 8  | Рязанская область       | Губернатор Рязанской области       | О. И. Ковалёв 12 апреля 2008 — 14 февраля 2017 (досрочная отставка, срок истекал в октябре 2017)                                                  | Н. В. Любимов с 14 февраля 2017                                        | Выборы губернатора Рязанской области (2017)                 | Н. В. Любимов     | 80,16 %         | 36,15 % |
| 9  | Республика Карелия      | Глава Республики Карелия           | А. П. Худилайнен 22 мая 2012 — 15 февраля 2017 (досрочная отставка, срок истекал в мае 2017)                                                      | А. О. Парфенчиков с 15 февраля 2017                                    | Выборы главы Республики Карелия (2017)                      | А. О. Парфенчиков | 61,34 %         | 29,25 % |
| 10 | Томская область         | Губернатор Томской области         | С. А. Жвачкин 17 марта 2012 — 21 февраля 2017 (досрочная отставка, срок истекал в марте 2017)                                                     | С. А. Жвачкин с 21 февраля 2017                                        | Досрочные выборы губернатора Томской области (2017)         | С. А. Жвачкин     | 60,58 %         | 25,77 % |
| 11 | Саратовская область     | Губернатор Саратовской области     | В. В. Радаев 5 апреля 2012 — 17 марта 2017 (досрочная отставка, срок истекал в апреле 2017)                                                       | В. В. Радаев с 17 марта 2017                                           | Выборы губернатора Саратовской области (2017)               | В. В. Радаев      | 74,63 %         | 54,73 % |
| 12 | Удмуртская Республика   | Глава Удмуртской Республики        | А. В. Соловьёв 19 февраля 2014 — 4 апреля 2017 (досрочно отстранён президентом в связи с утратой доверия, срок истекал в сентябре 2019)           | А. В. Бречалов с 4 апреля 2017                                         | Досрочные выборы главы Удмуртской Республики (2017)         | А. В. Бречалов    | 78,16 %         | 34,55 % |
| 13 | Республика Марий Эл     | Глава Республики Марий Эл          | Л. И. Маркелов 17 января 2001 — 6 апреля 2017 (досрочная отставка, срок истекал в сентябре 2020 года)                                             | А. А. Евстифеев с 6 апреля 2017                                        | Досрочные выборы главы Республики Марий Эл (2017)           | А. А. Евстифеев   | 88,27 %         | 43,62 % |
| 14 | Республика Мордовия     | Глава Республики Мордовия          | В. Д. Волков 10 мая 2012 — 12 апреля 2017 (досрочная отставка, срок истекал в мае 2017 года)                                                      | В. Д. Волков с 12 апреля 2017                                          | Выборы главы Республики Мордовия (2017)                     | В. Д. Волков      | 89,19 %         | 81,96 % |
| 15 | Свердловская область    | Губернатор Свердловской области    | Е. В. Куйвашев 14 мая 2012 — 17 апреля 2017 (досрочная отставка, срок истекал в мае 2017 года)                                                    | Е. В. Куйвашев с 17 апреля 2017                                        | Выборы губернатора Свердловской области (2017)              | Е. В. Куйвашев    | 62,16 %         | 37,31 % |
| 16 | Белгородская область    | Губернатор Белгородской области    | Е. С. Савченко 18 декабря 1993 — 20 октября 2017                                                                                                  | —                                                                      | Выборы губернатора Белгородской области (2017)              | Е. С. Савченко    | 69,29 %         | 54,69 % |

### Голосование в парламенте
В Адыгее 23 марта 2016 года депутаты госсовета-Хасэ отменили прямые всенародные выборы главы Адыгеи. Теперь партии будут предлагать свои кандидатуры на рассмотрение президента России, который будет определять троих кандидатов, из числа которых депутаты местного парламента выберут нового главу путём тайного голосования.
| № | Субъект федерации | Должность               | Предыдущий глава                                 | Врио главы                      | Кандидаты                                | Дата голосования | Результат                                         |
| - | ----------------- | ----------------------- | ------------------------------------------------ | ------------------------------- | ---------------------------------------- | ---------------- | ------------------------------------------------- |
| 1 | Республика Адыгея | Глава Республики Адыгея | А. К. Тхакушинов 13 января 2007 — 12 января 2017 | М. К. Кумпилов с 12 января 2017 | М. К. Кумпилов А. П. Лобода Ш. П. Пшизов | 10 сентября 2017 | М. К. Кумпилов 48 из 48 депутатов (100 % голосов) |

## Парламенты субъектов федерации
Помимо основных выборов, в единый день голосования прошли повторные выборы по одномандатному избирательному округу № 10 в Алтайском крае, где избранный депутат Валерий Елыкомов отказался от мандата в заксобрании в пользу мандата в Госдуме. Также проведены дополнительные выборы депутатов в парламенты 22 субъектов РФ.
| № | Субъект федерации                   | Наименование парламента                       | Депу- татов     | Избирательная система            | Срок полномочий | Выборы                                                        |
| - | ----------------------------------- | --------------------------------------------- | --------------- | -------------------------------- | --------------- | ------------------------------------------------------------- |
| 1 | Республика Северная Осетия — Алания | Парламент Республики Северная Осетия — Алания | 70              | пропорциональная                 | 5 лет           | Выборы в Парламент Республики Северная Осетия — Алания (2017) |
| 2 | Удмуртская Республика               | Государственный Совет Удмуртской Республики   | ▼ 60 (было 90)  | смешанная (▼30 проп. + ▼30 маж.) | 5 лет           | Выборы в Государственный совет Удмуртской Республики (2017)   |
| 3 | Краснодарский край                  | Законодательное собрание Краснодарского края  | ▼ 70 (было 100) | смешанная (▼35 проп. + ▼35 маж.) | 5 лет           | Выборы в Законодательное собрание Краснодарского края (2017)  |
| 4 | Пензенская область                  | Законодательное собрание Пензенской области   | 36              | смешанная (18 проп. + 18 маж.)   | 5 лет           | Выборы в Законодательное собрание Пензенской области (2017)   |
| 5 | Саратовская область                 | Саратовская областная дума                    | 45              | смешанная (23 проп. + 22 маж.)   | 5 лет           | Выборы в Саратовскую областную думу (2017)                    |
| 6 | Сахалинская область                 | Сахалинская областная дума                    | 28              | смешанная (14 проп. + 14 маж.)   | 5 лет           | Выборы в Сахалинскую областную думу (2017)                    |

## Выборы в административных центрах субъектов России

### Главы административных центров
| № | Субъект федерации        | Админ. центр | Должность                              | Предыдущий глава               | Выборы                                               | Избран         | Процент голосов | Явка    |
| - | ------------------------ | ------------ | -------------------------------------- | ------------------------------ | ---------------------------------------------------- | -------------- | --------------- | ------- |
| 1 | Республика Саха (Якутия) | Якутск       | Глава городского округа «Город Якутск» | А. С. Николаев с 15 марта 2012 | Выборы главы городского округа «Город Якутск» (2017) | А. С. Николаев | 68,41 %         | 37,23 % |

### Представительные органы административных центров
| №  | Субъект федерации               | Админ. центр             | Наименование выборного органа                              | Депу- татов | Избирательная система          | Срок полномочий | Выборы                                                                     |
| -- | ------------------------------- | ------------------------ | ---------------------------------------------------------- | ----------- | ------------------------------ | --------------- | -------------------------------------------------------------------------- |
| 1  | Республика Алтай                | Горно-Алтайск            | Горно-Алтайский городской совет депутатов                  | 21          | смешанная (11 проп. + 10 маж.) | 5 лет           | Выборы в Горно-Алтайский городской совет депутатов (2017)                  |
| 2  | Карачаево-Черкесская Республика | Черкесск                 | Дума муниципального образования города Черкесска           | 33          | пропорциональная               | 5 лет           | Выборы в Думу муниципального образования города Черкесска (2017)           |
| 3  | Алтайский край                  | Барнаул                  | Барнаульская городская Дума                                | 40          | смешанная (20 проп. + 20 маж.) | 5 лет           | Выборы в Барнаульскую городскую думу (2017)                                |
| 4  | Камчатский край                 | Петропавловск-Камчатский | Городская дума Петропавловск-Камчатского городского округа | 32          | смешанная (16 проп. + 16 маж.) | 5 лет           | Выборы в Городскую думу Петропавловск-Камчатского городского округа (2017) |
| 5  | Приморский край                 | Владивосток              | Дума города Владивостока                                   | 35          | смешанная (18 проп. + 17 маж.) | 5 лет           | Выборы в Думу города Владивостока (2017)                                   |
| 6  | Кировская область               | Киров                    | Кировская городская дума                                   | 36          | смешанная (18 проп. + 18 маж.) | 5 лет           | Выборы в Кировскую городскую думу (2017)                                   |
| 7  | Курская область                 | Курск                    | Курское городское собрание                                 | 34          | смешанная (17 проп. + 17 маж.) | 5 лет           | Выборы в Курское городское собрание (2017)                                 |
| 8  | Омская область                  | Омск                     | Омский городской совет                                     | 40          | смешанная (20 проп. + 20 маж.) | 5 лет           | Выборы в Омский городской совет (2017)                                     |
| 9  | Псковская область               | Псков                    | Псковская городская дума                                   | 25          | смешанная                      | 5 лет           | Выборы в Псковскую городскую думу (2017)                                   |
| 10 | Тверская область                | Тверь                    | Тверская городская дума                                    | 33          | пропорциональная               | 5 лет           | Выборы в Тверскую городскую думу (2017)                                    |
| 11 | Ярославская область             | Ярославль                | Муниципалитет города Ярославля                             | 38          | смешанная (19 проп. + 19 маж.) | 5 лет           | Выборы в муниципалитет города Ярославля (2017)                             |

## Местные выборы
В единый день голосования проведено более 5 тысяч выборов глав муниципальных образований и депутатов представительных органов местного самоуправления, а также в 6 субъектах РФ (Республика Карелия, Чувашия, Алтайский край, Пермский край, Кировская область, Самарская область) — 242 местных референдума.
| № | Субъект федерации | Муниципальное образование | Наименование выборного органа                            | Депу- татов | Избирательная система | Срок полномочий | Выборы                               |
| - | ----------------- | ------------------------- | -------------------------------------------------------- | ----------- | --------------------- | --------------- | ------------------------------------ |
| 1 | Москва            | Москва                    | Советы депутатов муниципальных образований города Москвы | более 1500  | мажоритарная          | 5 лет           | Муниципальные выборы в Москве (2017) |

## Интересные факты
- В единый день голосования 10 сентября 2017 года в Совет депутатов муниципального образования «Великовисочный сельсовет» Ненецкого автономного округа один из кандидатов набрал всего один голос избирателя, которого оказалось достаточно для прохождения в совет. Это было связано с малочисленностью избирателей, а также с низкой явкой (8,84 %)[43] в пятимандатном избирательном округе в селе Великовисочное[44] .